# 160-й меридіан західної довготи
160-й меридіан західної довготи — лінія довготи, що лежить на 160 градусів західніше Гринвіцького меридіана. Вона проходить від Північного полюса через Північний Льодовитий океан, Північну Америку, Тихий океан, Південний океан та Антарктиду до Південного полюса.
160-й меридіан західної довготи формує велике коло разом із 20-тим меридіаном східної довготи.

## Список географічних об'єктів, що перетинає 160° зх. д.
Починаючи на Північному полюсі та рухаючись до Південного полюса, 160-й меридіан західної довготи проходить через:
| Координати                                                   | Країна, територія або море | Примітки |
| ------------------------------------------------------------ | -------------------------- | --- |
| 90°0′ пн. ш. 160°0′ зх. д. / 90.000° пн. ш. 160.000° зх. д.  | Північний Льодовитий океан | |
| 71°34′ пн. ш. 160°0′ зх. д. / 71.567° пн. ш. 160.000° зх. д. | Чукотське море             | |
| 70°40′ пн. ш. 160°0′ зх. д. / 70.667° пн. ш. 160.000° зх. д. | США                        | Аляска |
| 58°53′ пн. ш. 160°0′ зх. д. / 58.883° пн. ш. 160.000° зх. д. | Берингове море             | Бристольська затока |
| 56°29′ пн. ш. 160°0′ зх. д. / 56.483° пн. ш. 160.000° зх. д. | США                        | Аляска — проходить через півострів Аляска |
| 55°48′ пн. ш. 160°0′ зх. д. / 55.800° пн. ш. 160.000° зх. д. | Тихий океан                | Проходить східніше острова Карпа[en], Аляска, США Проходить східніше острова Андроніка[en], Аляска, США |
| 55°12′ пн. ш. 160°0′ зх. д. / 55.200° пн. ш. 160.000° зх. д. | США                        | Аляска — проходить через острів Нагай[en] |
| 55°2′ пн. ш. 160°0′ зх. д. / 55.033° пн. ш. 160.000° зх. д.  | Тихий океан                | Проходить західніше острова Кауаї, Гаваї, США Проходить східніше острова Ніїхау, Гаваї, США Проходить східніше острова Джарвіс, Гаваї, Зовнішні малі острови США Проходить західніше островів Аїтутакі і Раротонга, Острови Кука |
| 60°0′ пд. ш. 160°0′ зх. д. / 60.000° пд. ш. 160.000° зх. д.  | Південний океан            | |
| 77°59′ пд. ш. 160°0′ зх. д. / 77.983° пд. ш. 160.000° зх. д. | Антарктида                 | Проходить через Територію Росса (претендує Нова Зеландія) |